# Nitrat d'amoni
El nitrat d'amoni és un compost químic inorgànic, una sal constituïda per cations amoni {\displaystyle {\ce {NH4+}}} i anions nitrat {\displaystyle {\ce {NO3-}}}, la qual fórmula és {\displaystyle {\ce {NH4NO3}}}. Es tracta d'un compost sòlid, blanc i cristal·lí. És altament soluble en aigua i higroscòpic en el seu estat sòlid, però no forma hidrats. La seva aplicació principal és en l'agricultura, com a fertilitzant ric en nitrogen, i com explosiu d'aplicacions civils. La seva producció global està estimada en uns 21,6 milions de tones el 2017.
Molts països estan reduint progressivament el seu ús en aplicacions de consum preocupats pel seu potencial mal ús. Les explosions accidentals per nitrat d'amoni han matat milers de persones des de principis del segle xx.

## Presència
El nitrat d'amoni es troba en el mineral natural Gwihabaïta (antigament conegut com a nitrammita) —l'anàleg amoni del salnitre (de nom mineralògic: níter)— en les regions més àrides del desert d'Atacama a Xile, sovint com a escorces a terra o en conjunció amb altres nitrats, iodats, i minerals halurs. Allí s'hi va minar nitrat d'amoni fins que la síntesi de Haber–Bosch va fer possible sintetitzar els nitrats a partir del nitrogen atmosfèric, convertint en obsolet el minatge de nitrat.

## Història

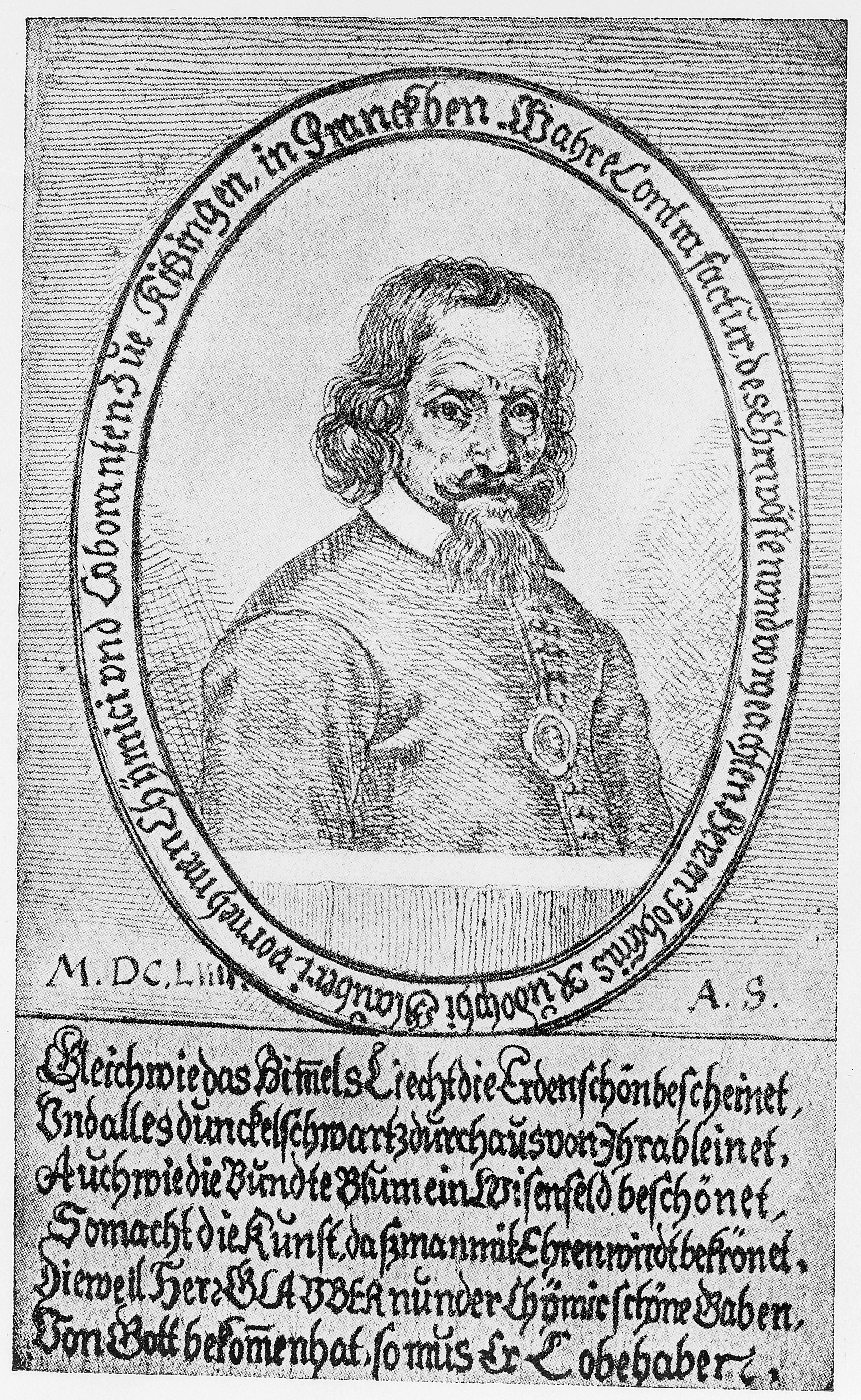
Retrat de Glauber

El nitrat d'amoni fou sintetitzat per primera vegada el 1659 pel químic alemany Johann Rudolf Glauber (1604-1670). L'anomenà nitrum flammans, nom llatí que significa «nitre en flames» a causa de la tendència del compost a explotar quan estava exposat a la calor. La síntesi de Glauber fou a partir de carbonat d'amoni {\displaystyle {\ce {(NH4)2CO3}}} que neutralitzà amb àcid nítric {\displaystyle {\ce {HNO3}}}. La reacció és:
{\displaystyle {\ce {(NH4)2CO3 + 2HNO3 -> 2NH4NO3 + CO2 + H2O}}}Les propietats explosives del nitrat d'amoni foren emprades per primera vegada el 1867 pel químic suec Alfred Nobel (1833-1896), quan l'emprà mesclat amb nitroglicerina i nitrat de sodi en la formulació de la dinamita. El 1955 H.B. Lee i R.L. Akre patentaren un explosiu mesclant nitrat d'amoni, usat com a fertilitzant, amb un material combustible sòlid.
Durant la dècada del 1930, el nitrat d'amoni fou el primer adob sintètic que es produí de forma industrial, seguit de la urea, gràcies a la síntesi industrial de l'amoníac amb el procés de Haber-Bosch. El seu ús es generalitzà a partir de la dècada següent.

## Propietats

### Propietats físiques

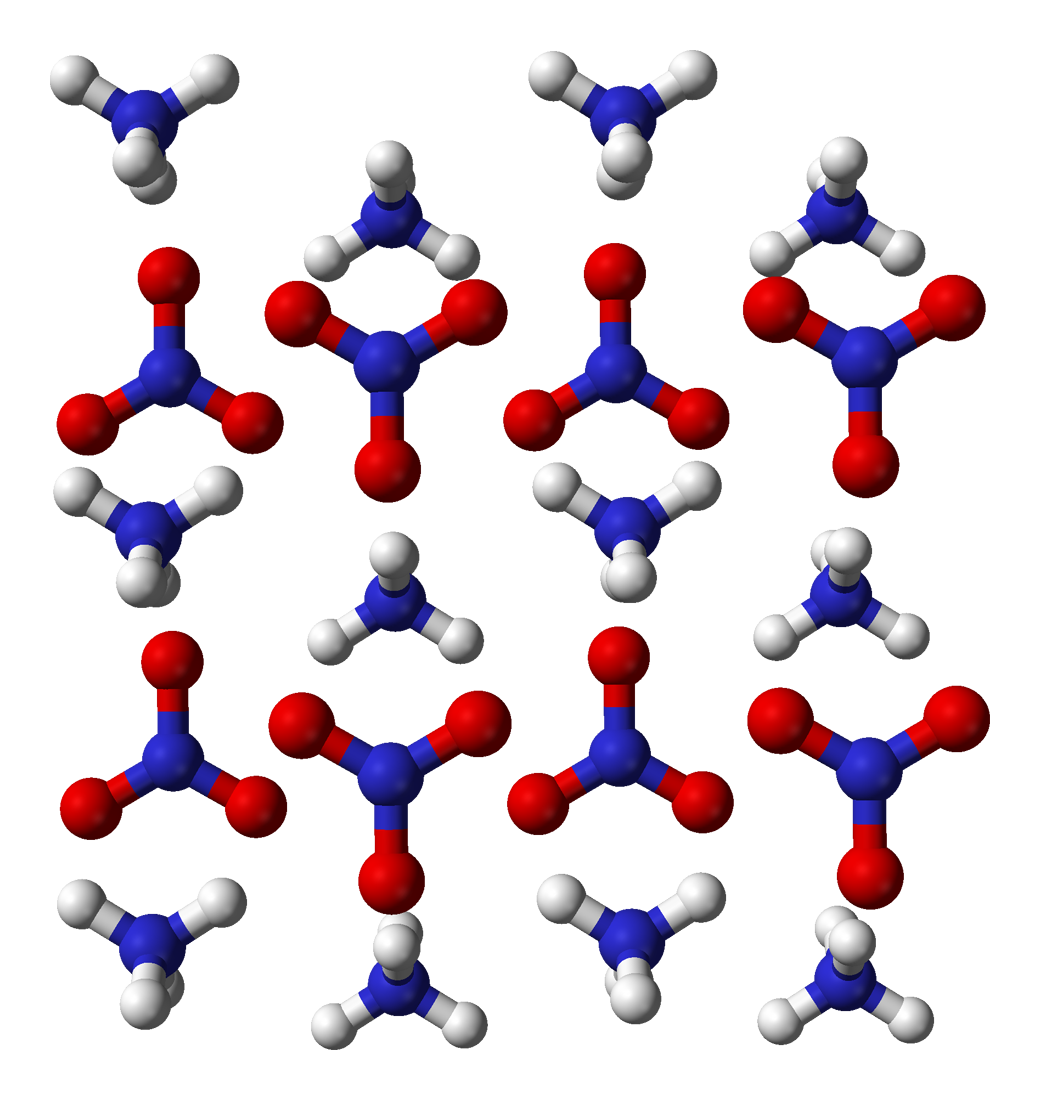
Estructura cristal·lina del nitrat d'amoni. En blau i vermell anions nitrat, en blau i blanc cations amoni

El nitrat d'amoni és un sòlid cristal·lí, de cristalls transparents, higroscòpic, de densitat 1,72 g/cm³. El seu punt de fusió és de 167,9 °C i es descompon entre 200 i 260 °C. És molt soluble en aigua, 118,3 g en 100 g d'aigua a 0 °C i 213 g en 100 g d'aigua a 25 °C. A 20 g té una solubilitat de 3,8 g en 100 g d'etanol, i de 17,1 g en 100 g de metanol. És soluble en acetona i amoníac i insoluble en dietilèter. En dissoldre's dins d'aigua es desprèn calor, ja que l'entalpia de dissolució és negativa (–25,69 kJ/mol). En estat sòlid presenta cinc fases a pressió normal, essent ortoròmbica a temperatura ambient.

### Propietats químiques
El nitrat d'amoni presenta un equilibri de dissociació en amoníac i àcid nítric segons la reacció (endotèrmica cap a la dreta):
{\displaystyle {\ce {NH4NO3 <=> NH3 + HNO3}}}
La descomposició del nitrat d'amoni es produeix als 170 °C segons la reacció exotèrmica (ΔH = –36 kJ/mol):
{\displaystyle {\ce {NH4NO3(s) -> N2O(g) + 2 H2O(g)}}}
La reacció es pot fer més exotèrmica (ΔH = –280 kJ/mol), amb productes més gasosos, si s'afegeix algun combustible oxidable:
{\displaystyle {\ce {2NH4NO3(g) + C -> 2N2(g) + 4H2O(g) + CO2(g)}}}
La formació de monòxid de nitrogen dona suport a la combustió, fins i tot en absència d'oxigen. La calor i la pressió resultants de la descomposició del nitrat d'amoni es poden acumular si la reacció té lloc en un espai reduït i la calor i els gasos creats no són capaços de dissipar-se. A mesura que augmenta la temperatura, augmenta la velocitat de descomposició. En un espai reduït, la pressió pot assolir nivells perillosos i provocar una explosió que inclourà la detonació del nitrat d'amoni. Quan es tracta d'una gran quantitat de nitrat d'amoni, les zones localitzades d'alta temperatura poden quedar prou confinades per la massa de material per iniciar una explosió. L'explosió d'una petita quantitat de nitrat d'amoni en un espai reduït (per exemple, una canonada) pot actuar com a càrrega de reforç i començar l'explosió de quantitats més grans (per exemple, en un recipient associat).

## Síntesi
El procés de producció del nitrat d'amoni s'inicia barrejant el nitrogen de l'aire amb l'hidrogen del gas natural a alta temperatura i pressió amb la qual cosa s'obté amoníac {\displaystyle {\ce {NH3}}}. És el procés de Haber-Bosch. Part d'aquest amoníac s'oxida a àcid nítric {\displaystyle {\ce {HNO3}}} mitjançant l'oxigen de l'aire amb el procés de Ostwald. Finalment, el nitrat d'amoni se sintetitza neutralitzant l'àcid nítric amb l'amoníac i evaporant l'aigua:
{\displaystyle {\ce {NH_3 + HNO_3 -> NH_4NO_3}}}

## Usos

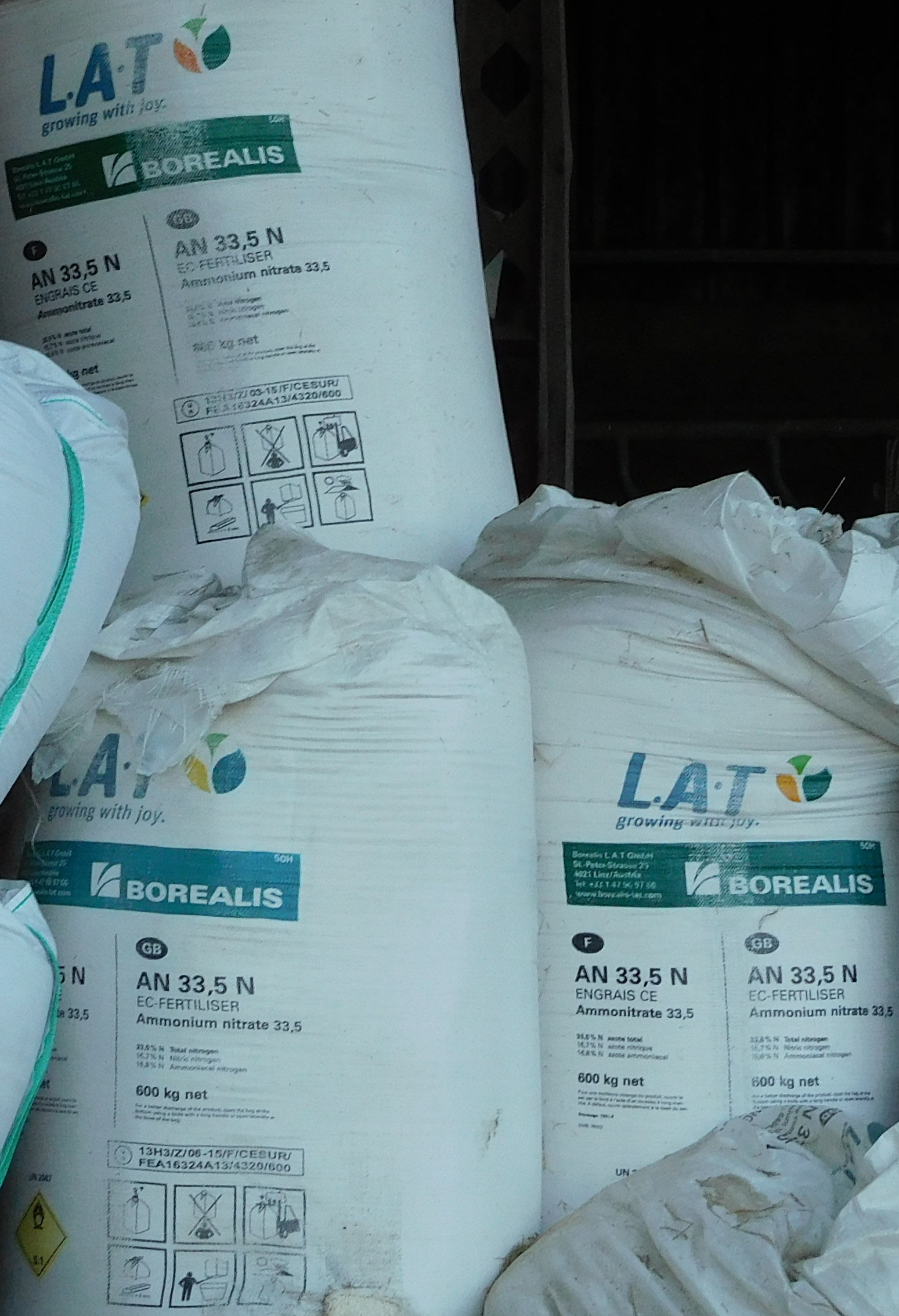
Sacs de fertilitzant de nitrat d'amoni

Uzbekistan és el país més important en producció de nitrat d'amoni al món. A partir de 2018, la producció de nitrat d'amoni a l'Uzbekistan era d'1,53 milions de tones, cosa que representa el 23,12 % de la producció mundial de nitrat d'amoni. Els cinc primers països (altres són Polònia, els Estats Units d'Amèrica, Ucraïna i el Canadà) en representen el 87,25 %. La producció mundial de nitrat d'amoni es fou d'uns 6,61 milions de tones el 2018. El 78 % de la producció mundial es destina a l'ús agrícola i el 22 % restant a la producció d'explosius. Europa i els Estats Units foren els principals consumidors el 2019, amb un 53 % del total.

### Fertilitzants
El nitrat d'amoni s'utilitza principalment per fabricar adobs i explosius. És un dels fertilitzants nitrogenats més habituals en el mercat, el contingut de nitrogen en el qual arriba fins al 35 % en massa. El principal avantatge agroquímic del nitrat d'amoni, en comparació amb altres fertilitzants nitrogenats simples, és presentar nitrogen tant en formes d'amoni {\displaystyle {\ce {NH4+}}} com de nitrat {\displaystyle {\ce {NO3-}}}. D'aquesta manera, l'elevat contingut d'aquest element permet barrejar el nitrat d'amoni amb altres tipus de fertilitzants i obtenir fertilitzants complexos amb un alt contingut de nutrients bàsics: nitrogen, fòsfor i potassi. Els principals desavantatges d'aquest tipus de fertilitzants són la seva elevada higroscopicitat, l'aglomeració i l'augment dels requisits de seguretat contra incendis i explosions. Aquests darrers factors són els principals desavantatges que limiten la producció de fertilitzants complexos basats en nitrat d'amoni.

### Explosius

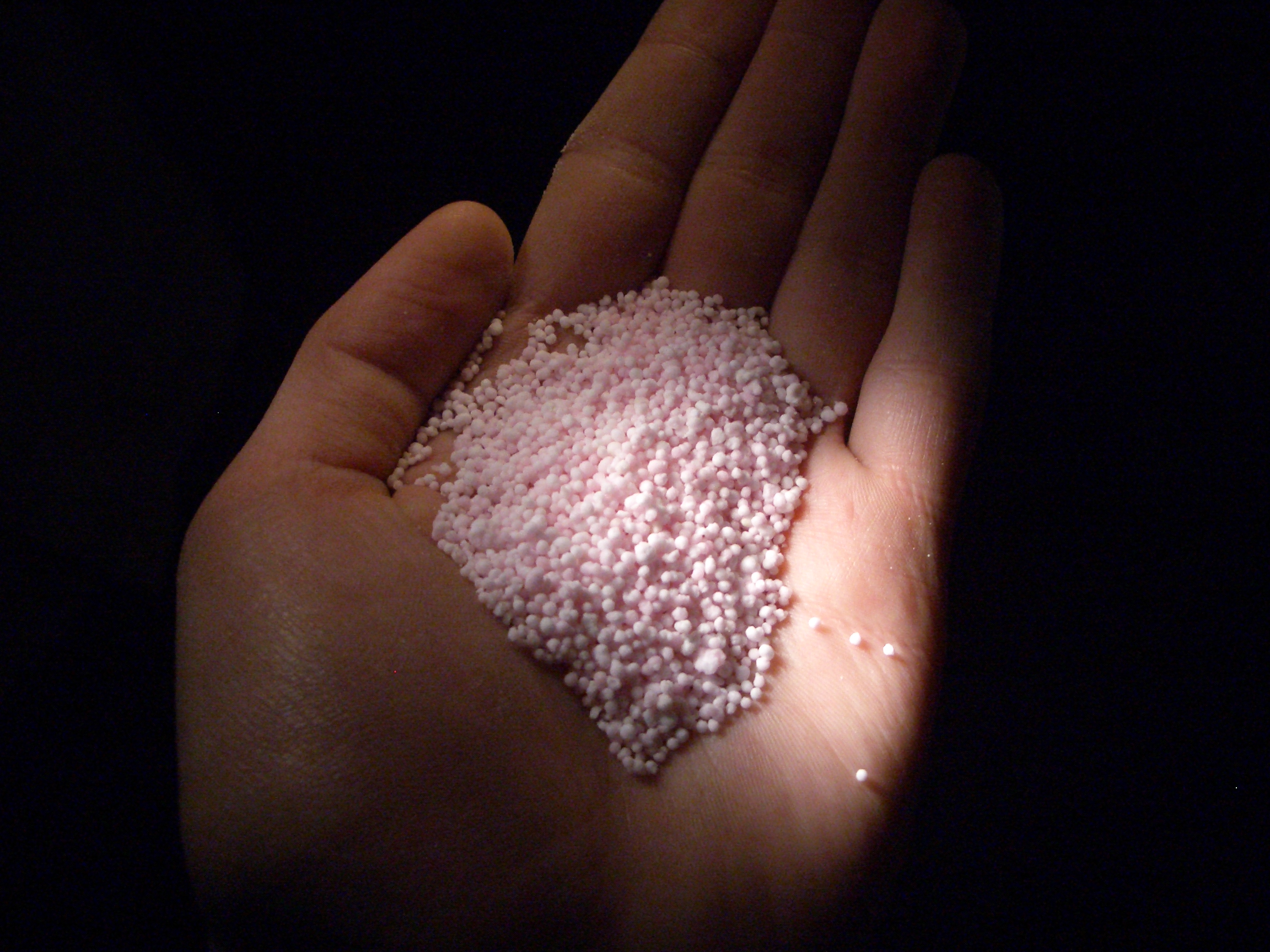
ANFO

El nitrat d'amoni en forma de bolletes és el principal component en la formulació de la major part dels explosius industrials, i la mescla amb fueloil anomenada ANFO, acrònim de l'anglès ammonium nitrate/fuel oil, l'explosiu d'ús civil més utilitzat i econòmic del mercat. Malgrat que es coneixen les seves propietats explosives des de fa més de 150 anys, l'ús del nitrat d'amoni com explosiu s'inicià en la dècada del 1950. El nitrat d'amoni també es fa servir per modificar la velocitat de detonació d'altres explosius, com la nitroglicerina en les anomenades dinamites d'amoníac, o com a agent oxidant en els amonals, que són mescles de nitrat d'amoni i alumini en pols.

## Perills per a la salut
El nitrat d'amoni no és perillós per a la salut i s'empra generalment en productes fertilitzants. Té un DL50 de 2217 mg/kg, que en comparació és aproximadament dos terços del de la sal comuna.

## Desastres

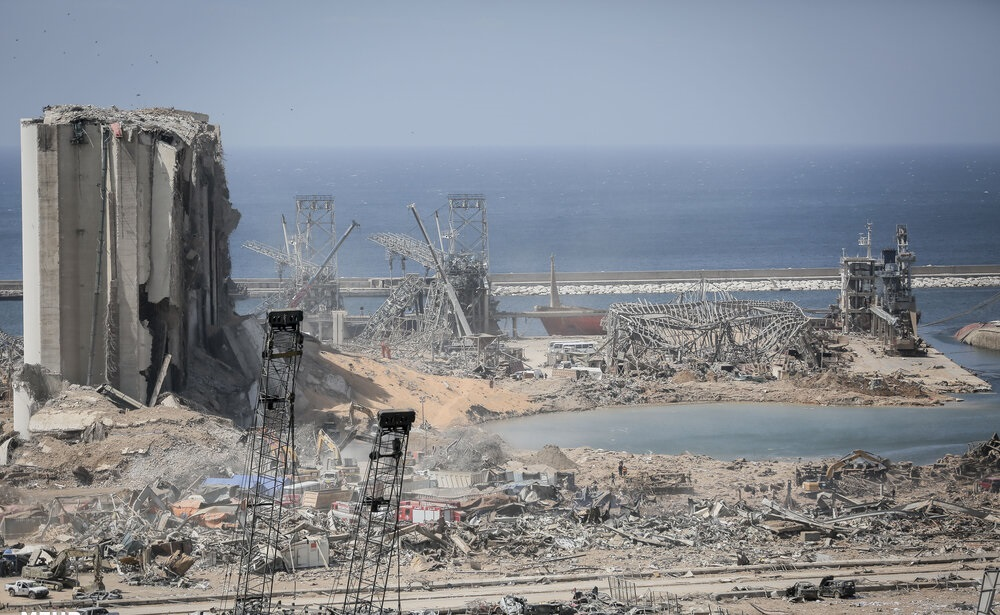
El port de Beirut després de l'explosió del nitrat d'amoni emmagatzemat el 4 d'agost del 2020

El nitrat d'amoni quan s'escalfa es descompon, de manera no explosiva, en gasos d'òxid de dinitrogen i vapor d'aigua. No obstant això, es pot induir a què es descompongui explosivament per detonació. L'acumulació per emmagatzematge de grans existències també pot suposar un risc important d'incendi a causa de la seva oxidació, una situació que pot escalar fàcilment fins a la detonació. Les explosions no són infreqüents: la majoria d'anys es produeixen incidents relativament menors tot i que també s'han produït diverses explosions devastadores. Entre els exemples es troba l'explosió d'Oppau de 1921 (una de les explosions artificials no nuclears més grans de la història), el desastre de Texas City de 1947, l'explosió de Tianjin de 2015 i l'explosió del port de Beirut de 2020.
El nitrat d'amoni pot explotar mitjançant dos mecanismes:
- Transició entre xoc i detonació. Una càrrega explosiva dins o en contacte amb una massa de nitrat d'amoni fa que el nitrat d'amoni es pugui detonar. Exemples d'aquest tipus de desastres han succeït a Kriewald (actual Knurów), Morgan (actual Sayreville), Oppau (actual Ludwigshafen) i Tessenderlo.[23]
- Deflagració a la detonació. L'explosió resulta d'un incendi que es propaga al nitrat d'amoni (Texas City, Brest, West, Tianjin i Beirut), o d'un nitrat d'amoni barrejat amb un material combustible durant l'incendi. El foc s'ha de limitar almenys a un grau per a la transició amb èxit d'un incendi a una explosió.[24]